# چه باید کرد؟ (تولستوی)
چه باید کرد؟  نام یک کتاب ادبی است که توسط لئو تولستوی، نویسندهٔ اهل روسیه است درباره مسائل اجتماعی روسیه‌ نوشته شده‌است. این کتاب یکی از آثار مشهور ادبی جهان است.